# Lubnia (gromada)
Lubnia – dawna gromada, czyli najmniejsza jednostka podziału terytorialnego Polskiej Rzeczypospolitej Ludowej w latach 1954–1972.
Gromady, z gromadzkimi radami narodowymi (GRN) jako organami władzy najniższego stopnia na wsi, funkcjonowały od reformy reorganizującej administrację wiejską przeprowadzonej jesienią 1954 do momentu ich zniesienia z dniem 1 stycznia 1973, tym samym wypierając organizację gminną w latach 1954–1972.
Gromadę Lubnia z siedzibą GRN w Lubni utworzono – jako jedną z 8759 gromad na obszarze Polski – w powiecie chojnickim w woj. bydgoskim, na mocy uchwały nr 24/5 WRN w Bydgoszczy z dnia 5 października 1954. W skład jednostki weszły obszary dotychczasowych gromad Lubnia i Zalesie ze zniesionej gminy Brusy w tymże powiecie. Dla gromady ustalono 23 członków gromadzkiej rady narodowej.
Gromadę zniesiono 31 grudnia 1961, a jej obszar włączono do gromady Leśno (wieś Lubnia oraz miejscowości Lamk i Popówka) oraz do nowo utworzonej gromady Brusy-Północ (wieś Zalesie) w tymże powiecie.